# Richard Baer
Richard Baer (ur. 9 września 1911 we Floß, zm. 17 czerwca 1963 we Frankfurcie nad Menem) – niemiecki zbrodniarz nazistowski, komendant obozów koncentracyjnych Auschwitz-Birkenau i Mittelbau-Dora oraz SS-Sturmbannführer.

## Życiorys
Urodził się we Floß w Górnym Palatynacie (Bawaria). Został wychowany w protestanckiej rodzinie. Z zawodu był cukiernikiem. Po utracie pracy w 1930 r. został bezrobotnym. W lutym 1931 wstąpił do NSDAP (nr legitymacji partyjnej 454991), a w lipcu 1932 do SS (nr identyfikacyjny 44225). W 1933 rozpoczął służbę jako wartownik w obozie Dachau, gdzie pozostał do 1939. W 1939 Baer został przydzielony do dywizji SS Trupie Główki (SS-Totenkopf) i brał udział w walkach frontowych. W 1942 został ranny i jako niezdolny do służby na froncie, skierowany do Neuengamme, gdzie sprawował stanowisko adiutanta komendanta obozu. Od listopada 1943 kierował Urzędem DI w ramach WVHA oraz pełnił funkcję adiutanta Oswalda Pohla. 

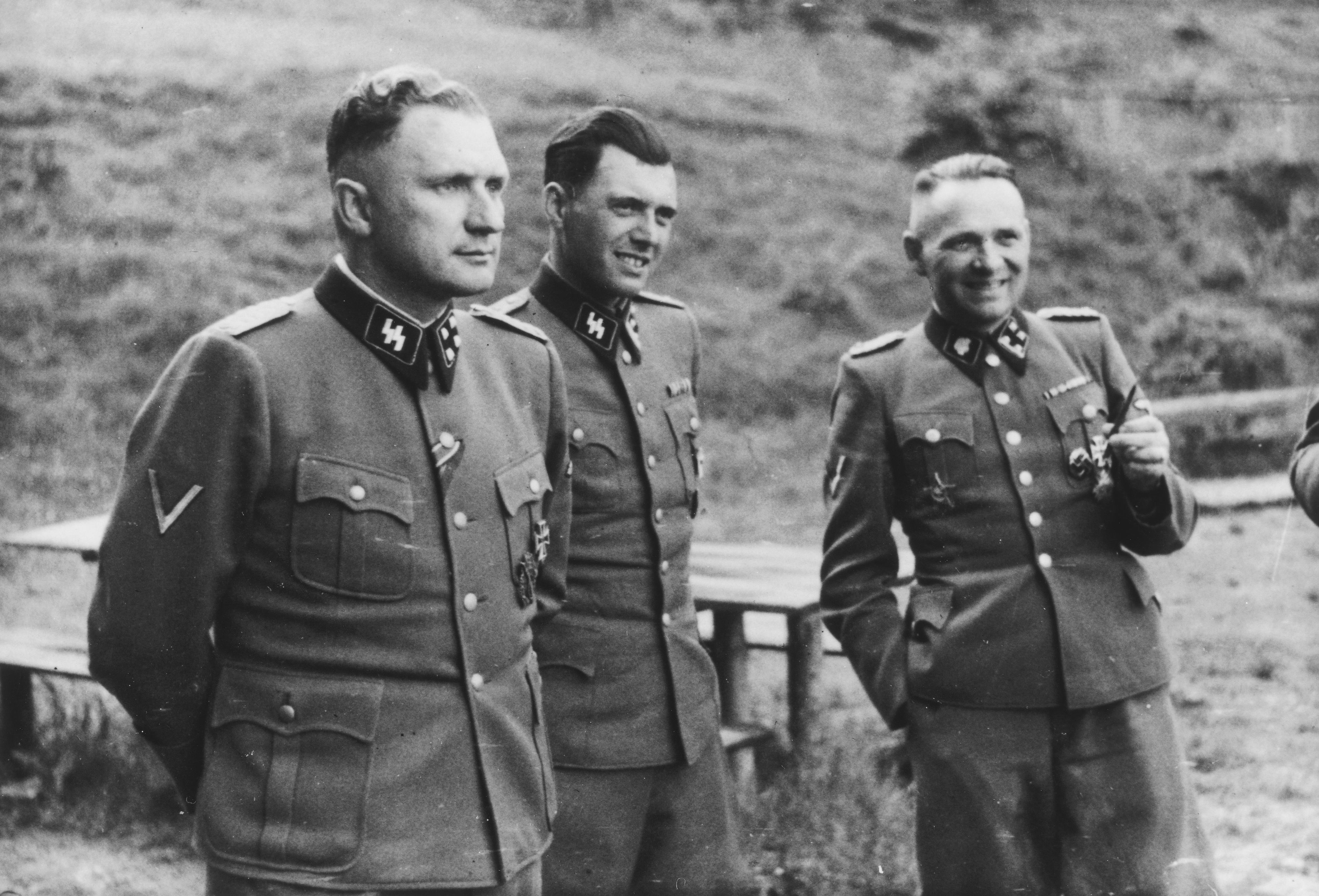
Od lewej Richard Baer, Josef Mengele oraz Rudolf Höß (Auschwitz, 1944)

11 maja 1944 Baer został komendantem Auschwitz i stanowisko to pełnił aż do ewakuacji obozu pod koniec stycznia 1945. Był odpowiedzialny za zbrodnie popełniane na więźniach podczas marszu śmierci z Auschwitz i jego podobozów. Następnie mianowano go komendantem obozu Mittelbau-Dora (Nordhausen), gdzie między innymi kierował masowymi egzekucjami jeńców radzieckich. Z powodu kontuzji nogi Baer wyjechał przed kapitulacją III Rzeszy do Styrii w Austrii.
Po wojnie do grudnia 1960 r. ukrywał się w okolicach Hamburga pod nazwiskiem Karl Neumann i pracował jako robotnik leśny. Zdemaskowany – został aresztowany i osadzony w więzieniu śledczym we Frankfurcie nad Menem. Baer miał być głównym oskarżonym w drugim procesie oświęcimskim, ale zmarł niespodziewanie w areszcie 17 czerwca 1963.